# Saussurea pubifolia
Saussurea pubifolia là một loài thực vật có hoa trong họ Cúc. Loài này được S.W.Liu miêu tả khoa học đầu tiên năm 1984.